# Aran (Yevlax)
Aran è un comune dell'Azerbaigian situato nel distretto di Yevlax. Conta una popolazione di 7.263 abitanti.